# Zwergkiwi

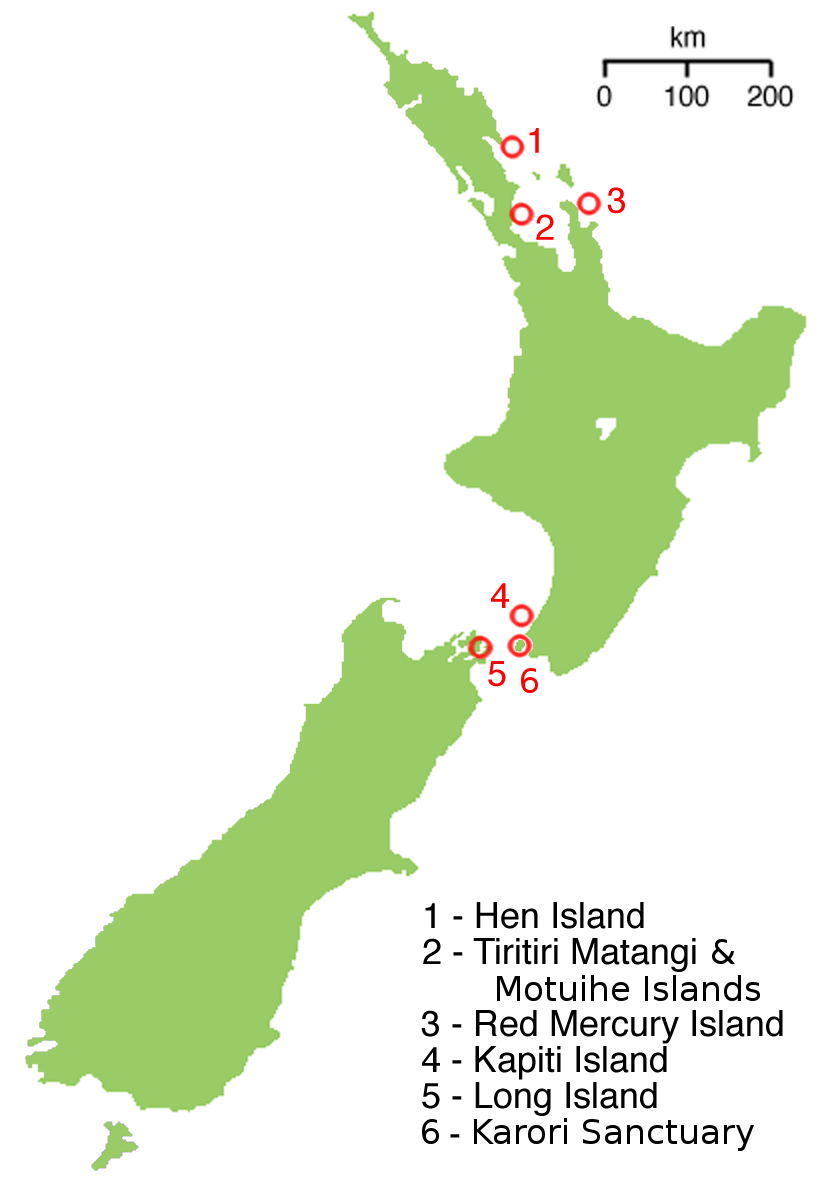
Bekannte Verbreitungsgebiete des Zwergkiwis (rote Kreise) 1978–2024

Der Zwergkiwi (Apteryx owenii), auch Kleiner Fleckenkiwi genannt (māor. Kiwi pukupuku), ist die kleinste und seltenste der fünf Kiwi-Arten. Wie alle Kiwis ist er endemisch auf Neuseeland.

## Bestand
Auf beiden neuseeländischen Hauptinseln galt der Zwergkiwi lange Zeit als ausgerottet. Schon die Māori sorgten vor der Ankunft der Weißen für sein Verschwinden von der Nordinsel. Auch auf der Südinsel galt er nach einer letzten bekannten Sichtung 1978 lange Zeit als ausgestorben. Überraschend berichtete die neuseeländische Umweltschutzbehörde 2025 erstmals wieder über die Sichtung eines Zwergkiwis im Westen der Südinsel.
Verbreitungsschwerpunkt des Zwergkiwis sind heute fünf Inseln vor den neuseeländischen Küsten, auf denen er seit 1912 gezielt von Menschen eingeführt wurde, um das Überleben der Art zu sichern: Kapiti Island, Red Mercury Island, Hen Island, Tiritiri Matangi und Long Island.
Infolge dieser Schutzmaßnahmen ist der Zwergkiwi die einzige Kiwi-Art, deren Bestand inzwischen wieder als steigend eingeschätzt wird, mit 1.500 geschlechtsreifen Individuen im Jahr 2018 und einer gesamten Population von 2.000 im Jahr 2025. Die internationale Naturschutzorganisation IUCN hat die Gefährdung des Zwergkiwis daher 2008 auf „nahezu bedroht“ („near threatened“) herabgestuft.

## Erscheinungsbild
Der Zwergkiwi erreicht eine Körperlänge von 35 bis 45 Zentimetern und eine Körperhöhe von 25 Zentimetern. Jungvögel erreichen erst in einem Alter von etwa 18 Monaten die Körpergröße erwachsener Vögel. Der Sexualdimorphismus ist nicht sehr ausgeprägt. Weibchen sind grundsätzlich etwas schwerer und größer als die Männchen. Auffällig ist jedoch der Unterschied in der Schnabellänge: Bei den Männchen ist der Schnabel 6,8 Zentimeter lang, bei den Weibchen dagegen 8,5 Zentimeter.
Zwergkiwis haben das für Kiwis typische haarähnliche Gefieder. Es ist graubraun bis gräulich mit kleinen blassen Flecken oder winzigen helleren Strähnen. Wie alle Kiwis hat der Zwergkiwi keinen äußerlich sichtbaren Schwanz und daher eine ovale, birnenförmig wirkende Körperform. Der Schnabel ist schmal und leicht gebogen und macht etwa 20 Prozent der Gesamtlänge aus. Beine und Füße sind kräftig entwickelt. Drei der vier Zehen weisen nach vorne und haben kräftige Krallen, die vierte, die etwas weniger stark entwickelt ist, weist nach hinten.
Zwergkiwis erreichen nur etwa die Hälfte des Gewichts anderer Kiwiarten, sind ihnen aber sonst in Gestalt und Federkleid ähnlich. Der Streifenkiwi hat ein etwas brauneres Gefieder mit dunkleren Längsstreifen. Das Federkleid des Haastkiwis (Großer Fleckenkiwi) ähnelt dem des Zwergkiwis, so dass die beiden Arten bei Feldbeobachtungen nur an Körpergröße und Schnabel zu unterscheiden sind.

## Verbreitung und Lebensraum
Der Zwergkiwi ist ein Endemit Neuseelands und war ursprünglich auf der gesamten Süd- und Nordinsel und vermutlich auch auf einigen vorgelagerten Inseln verbreitet. Von manchen Autoren wird vermutet, dass auch Kapiti Island, wo er heute vorkommt, zum ursprünglichen, natürlichen Verbreitungsgebiet zählte. BirdLife International vertritt dagegen die Ansicht, dass Kapiti Island erst seit der gezielten Ansiedelung zu Beginn des 20. Jahrhunderts von Zwergkiwis bewohnt wird. Auf der 20 Quadratkilometer großen Kapiti Island hat die Art mittlerweile vermutlich die Bestandsdichte erreicht. Der Anteil an Jungvögeln und die Reproduktionsrate sind hier jedoch nach wie vor hoch.
In den 1980er Jahren wurde der Zwergkiwi auf drei weiteren Inseln angesiedelt und zwischen 1993 und 1995 auch auf Tiritiri Matangi. Alle diese Inseln sind jedoch deutlich kleiner als Kapiti Island, auf ihnen lebt ein deutlich kleinerer Bestand. Wieder eingeführt wurde er auch im Zelandia-Naturschutzgebiet, einem 225 Hektar großen Gebiet in der Nähe von Wellington, wo ein spezieller Zaun verhindert, dass eingeführte Säugetiere eindringen können.
Der Lebensraum des Zwergkiwis sind immergrüne Wälder mit dichtem Unterwuchs sowie die Übergangszone zum Grasland in der gemäßigten Klimazone. Seine Höhenverbreitung reicht vom Meeresniveau bis in Höhenlagen von mindestens 1000 Metern. Er toleriert eine Temperaturspanne von leichten Minusgraden bis 25 °C. Die durchschnittliche jährliche Niederschlagsmenge beträgt 1000 Millimeter, allerdings besiedelte er früher Regionen, in denen bis zu 6800 Millimeter Niederschlag fielen. In den letzten Jahrzehnten kam er überwiegend in hügeligen Regionen vor, vermutlich hat er früher auch Bergregionen und Tiefland besiedelt. Frühe europäische Berichte zum Zwergkiwi vermelden sein Vorkommen in feuchten Wäldern mit moosbedecktem Boden und zahlreichem verrottenden Totholz. Dort ruhte und nistete er in hohlen Bäumen, in natürlich vorkommenden Höhlen zwischen den Wurzeln großer Bäume und in Felsspalten. Generell bevorzugt er als unmittelbare Aktionsräume Hanglagen. Das Territorium adulter Vögel beträgt zwischen zwei und drei Hektar. Zwergkiwis sind Standvögel, die ihr Territorium vermutlich ihr Leben lang besetzen. Über die Abwanderungsbewegungen von Jungvögeln liegen bislang keine Informationen vor.

## Nahrung und Nahrungserwerb
Zwergkiwis sind Allesfresser, sie fressen aber überwiegend bodenbewohnende Wirbellose wie Erdwürmer, Tausendfüßer, Käfer, Käferlarven, Motten und Fliegen im Larvenstadium, Spinnen sowie einige Früchte. Die Nahrung wird durch Stochern mit dem Schnabel im Erdreich gefunden. Einzelne Nahrungsteile werden mit dem Schnabel wie mit einer Pinzette ergriffen und durch eine Rückwärtsbewegung des Kopfes in den Bereich des Schnabels geworfen, bis zu dem die Spitze der Zunge reicht. Kiwis hören und riechen vermutlich ihre Beute. Sie suchen ihre Nahrung überwiegend während der Nacht, Jungvögel sind jedoch auch dämmerungsaktiv. Anders als die adulten Vögel können die Jungvögel zunächst nur bis zu 50 Millimeter tief im Erdboden stochern. Die Untersuchung ihres Kotes hat gezeigt, dass sie ein ähnliches Nahrungsspektrum wie die adulten haben, aber kleinere Beutetiere fressen.

## Fortpflanzung
Zwergkiwis gehen eine monogame Paarbeziehung ein, die vermutlich besteht, bis einer der beiden Partnervögel stirbt. Paarbindungen werden vermutlich ab einem Lebensalter von zwei Jahren etabliert. Das Territorium, das ein Paar besetzt, wird gegen Eindringlinge verteidigt. Zum Revierverhalten zählen Rufe, die ganzjährig vernehmbar sind. Antagonistisches Verhalten gegenüber einem Eindringling beinhaltet ein Auf-ihn-Zugehen, das von schnaubenden Lauten begleitet wird. Wenn keiner der Vögel sich zurückzieht, kann es zu Kämpfen kommen, bei denen die Tiere unter anderem nach einander treten. Wie lange Nachwuchs im Revier geduldet wird, ist bislang nicht bekannt. Nach vorliegenden Informationen scheinen jedoch die Jungvögel in ihrem ersten Lebensjahr das Revier der Elternvögel zu verlassen.
Zwergkiwis können vermutlich ganzjährig zur Brut schreiten, auf Kapiti Island fiel die Fortpflanzungszeit schwerpunktmäßig in die Monate September und Oktober. Weibchen wurden beobachtet, wie sie die Stelle, an denen später der Jungvogel großgezogen wird, bereits bis zu zwei Monate vor der Eiablage aufsuchten. Es liegen aber keine Informationen darüber vor, wie ein Kiwipaar den Niststandort aussucht. Kiwis sind Höhlenbrüter, die in selbst gegrabenen Erdbauen, in Baumhöhlen oder anderen natürlichen Höhlen brüten. Von 31 Nestern auf Kapiti Island waren 22 in Erdbauen, die von den Kiwis selbst gegraben wurden. Drei Nester befanden sich in dichter Vegetation auf dem Erdboden und zwei in Höhlen am Fuß von Bäumen. Erdbaue können zwischen 20 und 200 Zentimetern lang sein und haben einen Durchmesser von 9 bis 15 Zentimetern. Die eigentliche Brutkammer ist nicht vergrößert. Sowohl für Nachgelege als auch für das Gelege der nächsten Fortpflanzungszeit graben sie neue Erdbaue. Die Brutkammer ist gelegentlich mit Zweigen und abgestorbenen Blättern ausgelegt, manchmal finden sich auch Federn. Das Nistmaterial wird in der Nähe des Nistplatzes offenbar ausschließlich vom Männchen gesucht und zum Neststandort getragen. Welchen Anteil das Weibchen am Nestbau hat, ist bislang nicht bekannt.
Das Gelege besteht aus einem bis zwei Eiern. Der Legeabstand zum zweiten Ei beträgt zwei bis drei Wochen; dieses Verhalten wurde bislang jedoch nur an in Gefangenschaft gehaltenen Vögeln beobachtet. Es brütet nur das Männchen, das Weibchen hält sich in der Nestnähe zum Zeitpunkt des Schlupfes auf, aber nur das Männchen kümmert sich um den Nestling. Jungvögel kehren bis zu 26 Tage nach ihrem Flüggewerden zum Neststandort zurück. Bislang wurde nicht beobachtet, dass die adulten Vögel die Jungen füttern.

## Belege

### Einzelbelege
1. 1 2 3 4 5  Shock kiwi rediscovery delights conservation world. Department of Conservation, 16. Juli 2025, abgerufen am 16. Juli 2025 (neuseeländisches Englisch).
2. ↑  Little spotted kiwi found on New Zealand's mainland for first time in 50 years. RNZ (Radio New Zealand), 16. Juli 2025, abgerufen am 16. Juli 2025 (neuseeländisches Englisch).
3. 1 2 3  Little Spotted Kiwi Apteryx Owenii Species Factsheet. Birdlife International, 2022, abgerufen am 16. Juli 2025 (englisch).
4. 1 2 3  Higgins, S. 80–81.
5. 1 2 3  Higgins, S. 82.
6. 1 2  Higgins, S. 82–83.
7. 1 2 3   Higgins, S. 84